# Marys River Range
Il Marys River Range è una catena montuosa situata nella contea di Elko, nel Nevada (Stati Uniti d'America). Raggiunge la sua massima altezza con il monte Marys River Therms, che si erge per 2.887 metri. 
È particolare per avere cime alte in così poca estensione e con intorno la pianura.